# Namibia Institute for Democracy
Das Namibia Institute for Democracy (NID; deutsch Namibisches Institut für Demokratie) ist ein parteiunabhängiges Forschungsinstitut für Demokratie in Namibia. Es wurde 1991 gegründet und hat seinen Sitz im Haus der Demokratie im Windhoeker Stadtviertel Windhoek-West. Das Namibische Institut für Demokratie erzieht und fördert das Verständnis für das Mehrparteiensystem und Demokratie im Allgemeinen sowohl im eigenen Land und in der weiteren Region.
Geschäftsführende Direktorin ist seit dem 1. Januar 2015 Naita Hishoono. Bis dahin war seit 2011 Theunis Keulder Geschäftsführer, davor Justine Hunter.